# Rasmus Helveg Petersen
Rasmus Helveg Petersen (ur. 17 czerwca 1968 w Kopenhadze) – duński polityk i dziennikarz, parlamentarzysta, w latach 2013–2015 minister.

## Życiorys
Syn Nielsa Helvega Petersena i brat Mortena Helvega Petersena. Kształcił się w szkole dziennikarskiej Danmarks Journalisthøjskole w Aarhus. W latach 1989–1992 kierował organizacją młodzieżową URK, powiązaną w Duńskim Czerwonym Krzyżem. Pracował jako oficer prasowy w centrum informacyjnym przy Folketingecie i w biurze prasowym Det Radikale Venstre, był też redaktorem politycznym w „Dagbladet Information”. Od 1999 do 2006 odpowiadał za strategię w organizacji humanitarnej DanChurchAid, a od 2007 za komunikację i marketing w World Wide Fund for Nature.
W wyborach w 2011 z ramienia Det Radikale Venstre został wybrany do duńskiego parlamentu. W listopadzie 2013 dołączył do rządu Helle Thorning-Schmidt jako minister ds. pomocy rozwojowej. W lutym 2014 został ministrem ds. klimatu, energii i budownictwa w jej drugim gabinecie. Funkcję tę pełnił do czerwca 2015. Nie uzyskał wówczas parlamentarnej reelekcji, zasiadał w Folketingecie tej kadencji jako zastępca poselski w 2015 oraz w latach 2018–2019. W 2019 został ponownie wybrany na deputowanego.